# Waldemar Tura
Waldemar Tura (Lublino, 14 marzo 1942) è un compositore di scacchi polacco.
Compose il suo primo problema di scacchi nel 1956. Nel 1988 è stato nominato Giudice internazionale per i matti in due e tre mosse e per i problemi Fairy.
Nel 2004 la PCCC lo ha nominato Grande Maestro per la composizione.
È attivo come organizzatore di concorsi problemistici, tra cui il campionato polacco di composizione.
Tre suoi problemi:
|   | a | b | c | d | e | f | g | h |   |
| 8 | c8 torre del bianco · e8 torre del bianco · b6 pedone del nero · c6 alfiere del nero · e6 cavallo del nero · b5 pedone del nero · b4 pedone del nero · e4 cavallo del bianco · f4 pedone del nero · a3 alfiere del nero · b3 pedone del bianco · d3 re del nero · b2 torre del nero · c2 cavallo del bianco · d2 pedone del bianco · f2 re del bianco · a1 alfiere del bianco · c1 donna del bianco · h1 alfiere del bianco | c8 torre del bianco · e8 torre del bianco · b6 pedone del nero · c6 alfiere del nero · e6 cavallo del nero · b5 pedone del nero · b4 pedone del nero · e4 cavallo del bianco · f4 pedone del nero · a3 alfiere del nero · b3 pedone del bianco · d3 re del nero · b2 torre del nero · c2 cavallo del bianco · d2 pedone del bianco · f2 re del bianco · a1 alfiere del bianco · c1 donna del bianco · h1 alfiere del bianco | c8 torre del bianco · e8 torre del bianco · b6 pedone del nero · c6 alfiere del nero · e6 cavallo del nero · b5 pedone del nero · b4 pedone del nero · e4 cavallo del bianco · f4 pedone del nero · a3 alfiere del nero · b3 pedone del bianco · d3 re del nero · b2 torre del nero · c2 cavallo del bianco · d2 pedone del bianco · f2 re del bianco · a1 alfiere del bianco · c1 donna del bianco · h1 alfiere del bianco | c8 torre del bianco · e8 torre del bianco · b6 pedone del nero · c6 alfiere del nero · e6 cavallo del nero · b5 pedone del nero · b4 pedone del nero · e4 cavallo del bianco · f4 pedone del nero · a3 alfiere del nero · b3 pedone del bianco · d3 re del nero · b2 torre del nero · c2 cavallo del bianco · d2 pedone del bianco · f2 re del bianco · a1 alfiere del bianco · c1 donna del bianco · h1 alfiere del bianco | c8 torre del bianco · e8 torre del bianco · b6 pedone del nero · c6 alfiere del nero · e6 cavallo del nero · b5 pedone del nero · b4 pedone del nero · e4 cavallo del bianco · f4 pedone del nero · a3 alfiere del nero · b3 pedone del bianco · d3 re del nero · b2 torre del nero · c2 cavallo del bianco · d2 pedone del bianco · f2 re del bianco · a1 alfiere del bianco · c1 donna del bianco · h1 alfiere del bianco | c8 torre del bianco · e8 torre del bianco · b6 pedone del nero · c6 alfiere del nero · e6 cavallo del nero · b5 pedone del nero · b4 pedone del nero · e4 cavallo del bianco · f4 pedone del nero · a3 alfiere del nero · b3 pedone del bianco · d3 re del nero · b2 torre del nero · c2 cavallo del bianco · d2 pedone del bianco · f2 re del bianco · a1 alfiere del bianco · c1 donna del bianco · h1 alfiere del bianco | c8 torre del bianco · e8 torre del bianco · b6 pedone del nero · c6 alfiere del nero · e6 cavallo del nero · b5 pedone del nero · b4 pedone del nero · e4 cavallo del bianco · f4 pedone del nero · a3 alfiere del nero · b3 pedone del bianco · d3 re del nero · b2 torre del nero · c2 cavallo del bianco · d2 pedone del bianco · f2 re del bianco · a1 alfiere del bianco · c1 donna del bianco · h1 alfiere del bianco | c8 torre del bianco · e8 torre del bianco · b6 pedone del nero · c6 alfiere del nero · e6 cavallo del nero · b5 pedone del nero · b4 pedone del nero · e4 cavallo del bianco · f4 pedone del nero · a3 alfiere del nero · b3 pedone del bianco · d3 re del nero · b2 torre del nero · c2 cavallo del bianco · d2 pedone del bianco · f2 re del bianco · a1 alfiere del bianco · c1 donna del bianco · h1 alfiere del bianco | 8 |
| 7 | c8 torre del bianco · e8 torre del bianco · b6 pedone del nero · c6 alfiere del nero · e6 cavallo del nero · b5 pedone del nero · b4 pedone del nero · e4 cavallo del bianco · f4 pedone del nero · a3 alfiere del nero · b3 pedone del bianco · d3 re del nero · b2 torre del nero · c2 cavallo del bianco · d2 pedone del bianco · f2 re del bianco · a1 alfiere del bianco · c1 donna del bianco · h1 alfiere del bianco | c8 torre del bianco · e8 torre del bianco · b6 pedone del nero · c6 alfiere del nero · e6 cavallo del nero · b5 pedone del nero · b4 pedone del nero · e4 cavallo del bianco · f4 pedone del nero · a3 alfiere del nero · b3 pedone del bianco · d3 re del nero · b2 torre del nero · c2 cavallo del bianco · d2 pedone del bianco · f2 re del bianco · a1 alfiere del bianco · c1 donna del bianco · h1 alfiere del bianco | c8 torre del bianco · e8 torre del bianco · b6 pedone del nero · c6 alfiere del nero · e6 cavallo del nero · b5 pedone del nero · b4 pedone del nero · e4 cavallo del bianco · f4 pedone del nero · a3 alfiere del nero · b3 pedone del bianco · d3 re del nero · b2 torre del nero · c2 cavallo del bianco · d2 pedone del bianco · f2 re del bianco · a1 alfiere del bianco · c1 donna del bianco · h1 alfiere del bianco | c8 torre del bianco · e8 torre del bianco · b6 pedone del nero · c6 alfiere del nero · e6 cavallo del nero · b5 pedone del nero · b4 pedone del nero · e4 cavallo del bianco · f4 pedone del nero · a3 alfiere del nero · b3 pedone del bianco · d3 re del nero · b2 torre del nero · c2 cavallo del bianco · d2 pedone del bianco · f2 re del bianco · a1 alfiere del bianco · c1 donna del bianco · h1 alfiere del bianco | c8 torre del bianco · e8 torre del bianco · b6 pedone del nero · c6 alfiere del nero · e6 cavallo del nero · b5 pedone del nero · b4 pedone del nero · e4 cavallo del bianco · f4 pedone del nero · a3 alfiere del nero · b3 pedone del bianco · d3 re del nero · b2 torre del nero · c2 cavallo del bianco · d2 pedone del bianco · f2 re del bianco · a1 alfiere del bianco · c1 donna del bianco · h1 alfiere del bianco | c8 torre del bianco · e8 torre del bianco · b6 pedone del nero · c6 alfiere del nero · e6 cavallo del nero · b5 pedone del nero · b4 pedone del nero · e4 cavallo del bianco · f4 pedone del nero · a3 alfiere del nero · b3 pedone del bianco · d3 re del nero · b2 torre del nero · c2 cavallo del bianco · d2 pedone del bianco · f2 re del bianco · a1 alfiere del bianco · c1 donna del bianco · h1 alfiere del bianco | c8 torre del bianco · e8 torre del bianco · b6 pedone del nero · c6 alfiere del nero · e6 cavallo del nero · b5 pedone del nero · b4 pedone del nero · e4 cavallo del bianco · f4 pedone del nero · a3 alfiere del nero · b3 pedone del bianco · d3 re del nero · b2 torre del nero · c2 cavallo del bianco · d2 pedone del bianco · f2 re del bianco · a1 alfiere del bianco · c1 donna del bianco · h1 alfiere del bianco | c8 torre del bianco · e8 torre del bianco · b6 pedone del nero · c6 alfiere del nero · e6 cavallo del nero · b5 pedone del nero · b4 pedone del nero · e4 cavallo del bianco · f4 pedone del nero · a3 alfiere del nero · b3 pedone del bianco · d3 re del nero · b2 torre del nero · c2 cavallo del bianco · d2 pedone del bianco · f2 re del bianco · a1 alfiere del bianco · c1 donna del bianco · h1 alfiere del bianco | 7 |
| 6 | c8 torre del bianco · e8 torre del bianco · b6 pedone del nero · c6 alfiere del nero · e6 cavallo del nero · b5 pedone del nero · b4 pedone del nero · e4 cavallo del bianco · f4 pedone del nero · a3 alfiere del nero · b3 pedone del bianco · d3 re del nero · b2 torre del nero · c2 cavallo del bianco · d2 pedone del bianco · f2 re del bianco · a1 alfiere del bianco · c1 donna del bianco · h1 alfiere del bianco | c8 torre del bianco · e8 torre del bianco · b6 pedone del nero · c6 alfiere del nero · e6 cavallo del nero · b5 pedone del nero · b4 pedone del nero · e4 cavallo del bianco · f4 pedone del nero · a3 alfiere del nero · b3 pedone del bianco · d3 re del nero · b2 torre del nero · c2 cavallo del bianco · d2 pedone del bianco · f2 re del bianco · a1 alfiere del bianco · c1 donna del bianco · h1 alfiere del bianco | c8 torre del bianco · e8 torre del bianco · b6 pedone del nero · c6 alfiere del nero · e6 cavallo del nero · b5 pedone del nero · b4 pedone del nero · e4 cavallo del bianco · f4 pedone del nero · a3 alfiere del nero · b3 pedone del bianco · d3 re del nero · b2 torre del nero · c2 cavallo del bianco · d2 pedone del bianco · f2 re del bianco · a1 alfiere del bianco · c1 donna del bianco · h1 alfiere del bianco | c8 torre del bianco · e8 torre del bianco · b6 pedone del nero · c6 alfiere del nero · e6 cavallo del nero · b5 pedone del nero · b4 pedone del nero · e4 cavallo del bianco · f4 pedone del nero · a3 alfiere del nero · b3 pedone del bianco · d3 re del nero · b2 torre del nero · c2 cavallo del bianco · d2 pedone del bianco · f2 re del bianco · a1 alfiere del bianco · c1 donna del bianco · h1 alfiere del bianco | c8 torre del bianco · e8 torre del bianco · b6 pedone del nero · c6 alfiere del nero · e6 cavallo del nero · b5 pedone del nero · b4 pedone del nero · e4 cavallo del bianco · f4 pedone del nero · a3 alfiere del nero · b3 pedone del bianco · d3 re del nero · b2 torre del nero · c2 cavallo del bianco · d2 pedone del bianco · f2 re del bianco · a1 alfiere del bianco · c1 donna del bianco · h1 alfiere del bianco | c8 torre del bianco · e8 torre del bianco · b6 pedone del nero · c6 alfiere del nero · e6 cavallo del nero · b5 pedone del nero · b4 pedone del nero · e4 cavallo del bianco · f4 pedone del nero · a3 alfiere del nero · b3 pedone del bianco · d3 re del nero · b2 torre del nero · c2 cavallo del bianco · d2 pedone del bianco · f2 re del bianco · a1 alfiere del bianco · c1 donna del bianco · h1 alfiere del bianco | c8 torre del bianco · e8 torre del bianco · b6 pedone del nero · c6 alfiere del nero · e6 cavallo del nero · b5 pedone del nero · b4 pedone del nero · e4 cavallo del bianco · f4 pedone del nero · a3 alfiere del nero · b3 pedone del bianco · d3 re del nero · b2 torre del nero · c2 cavallo del bianco · d2 pedone del bianco · f2 re del bianco · a1 alfiere del bianco · c1 donna del bianco · h1 alfiere del bianco | c8 torre del bianco · e8 torre del bianco · b6 pedone del nero · c6 alfiere del nero · e6 cavallo del nero · b5 pedone del nero · b4 pedone del nero · e4 cavallo del bianco · f4 pedone del nero · a3 alfiere del nero · b3 pedone del bianco · d3 re del nero · b2 torre del nero · c2 cavallo del bianco · d2 pedone del bianco · f2 re del bianco · a1 alfiere del bianco · c1 donna del bianco · h1 alfiere del bianco | 6 |
| 5 | c8 torre del bianco · e8 torre del bianco · b6 pedone del nero · c6 alfiere del nero · e6 cavallo del nero · b5 pedone del nero · b4 pedone del nero · e4 cavallo del bianco · f4 pedone del nero · a3 alfiere del nero · b3 pedone del bianco · d3 re del nero · b2 torre del nero · c2 cavallo del bianco · d2 pedone del bianco · f2 re del bianco · a1 alfiere del bianco · c1 donna del bianco · h1 alfiere del bianco | c8 torre del bianco · e8 torre del bianco · b6 pedone del nero · c6 alfiere del nero · e6 cavallo del nero · b5 pedone del nero · b4 pedone del nero · e4 cavallo del bianco · f4 pedone del nero · a3 alfiere del nero · b3 pedone del bianco · d3 re del nero · b2 torre del nero · c2 cavallo del bianco · d2 pedone del bianco · f2 re del bianco · a1 alfiere del bianco · c1 donna del bianco · h1 alfiere del bianco | c8 torre del bianco · e8 torre del bianco · b6 pedone del nero · c6 alfiere del nero · e6 cavallo del nero · b5 pedone del nero · b4 pedone del nero · e4 cavallo del bianco · f4 pedone del nero · a3 alfiere del nero · b3 pedone del bianco · d3 re del nero · b2 torre del nero · c2 cavallo del bianco · d2 pedone del bianco · f2 re del bianco · a1 alfiere del bianco · c1 donna del bianco · h1 alfiere del bianco | c8 torre del bianco · e8 torre del bianco · b6 pedone del nero · c6 alfiere del nero · e6 cavallo del nero · b5 pedone del nero · b4 pedone del nero · e4 cavallo del bianco · f4 pedone del nero · a3 alfiere del nero · b3 pedone del bianco · d3 re del nero · b2 torre del nero · c2 cavallo del bianco · d2 pedone del bianco · f2 re del bianco · a1 alfiere del bianco · c1 donna del bianco · h1 alfiere del bianco | c8 torre del bianco · e8 torre del bianco · b6 pedone del nero · c6 alfiere del nero · e6 cavallo del nero · b5 pedone del nero · b4 pedone del nero · e4 cavallo del bianco · f4 pedone del nero · a3 alfiere del nero · b3 pedone del bianco · d3 re del nero · b2 torre del nero · c2 cavallo del bianco · d2 pedone del bianco · f2 re del bianco · a1 alfiere del bianco · c1 donna del bianco · h1 alfiere del bianco | c8 torre del bianco · e8 torre del bianco · b6 pedone del nero · c6 alfiere del nero · e6 cavallo del nero · b5 pedone del nero · b4 pedone del nero · e4 cavallo del bianco · f4 pedone del nero · a3 alfiere del nero · b3 pedone del bianco · d3 re del nero · b2 torre del nero · c2 cavallo del bianco · d2 pedone del bianco · f2 re del bianco · a1 alfiere del bianco · c1 donna del bianco · h1 alfiere del bianco | c8 torre del bianco · e8 torre del bianco · b6 pedone del nero · c6 alfiere del nero · e6 cavallo del nero · b5 pedone del nero · b4 pedone del nero · e4 cavallo del bianco · f4 pedone del nero · a3 alfiere del nero · b3 pedone del bianco · d3 re del nero · b2 torre del nero · c2 cavallo del bianco · d2 pedone del bianco · f2 re del bianco · a1 alfiere del bianco · c1 donna del bianco · h1 alfiere del bianco | c8 torre del bianco · e8 torre del bianco · b6 pedone del nero · c6 alfiere del nero · e6 cavallo del nero · b5 pedone del nero · b4 pedone del nero · e4 cavallo del bianco · f4 pedone del nero · a3 alfiere del nero · b3 pedone del bianco · d3 re del nero · b2 torre del nero · c2 cavallo del bianco · d2 pedone del bianco · f2 re del bianco · a1 alfiere del bianco · c1 donna del bianco · h1 alfiere del bianco | 5 |
| 4 | c8 torre del bianco · e8 torre del bianco · b6 pedone del nero · c6 alfiere del nero · e6 cavallo del nero · b5 pedone del nero · b4 pedone del nero · e4 cavallo del bianco · f4 pedone del nero · a3 alfiere del nero · b3 pedone del bianco · d3 re del nero · b2 torre del nero · c2 cavallo del bianco · d2 pedone del bianco · f2 re del bianco · a1 alfiere del bianco · c1 donna del bianco · h1 alfiere del bianco | c8 torre del bianco · e8 torre del bianco · b6 pedone del nero · c6 alfiere del nero · e6 cavallo del nero · b5 pedone del nero · b4 pedone del nero · e4 cavallo del bianco · f4 pedone del nero · a3 alfiere del nero · b3 pedone del bianco · d3 re del nero · b2 torre del nero · c2 cavallo del bianco · d2 pedone del bianco · f2 re del bianco · a1 alfiere del bianco · c1 donna del bianco · h1 alfiere del bianco | c8 torre del bianco · e8 torre del bianco · b6 pedone del nero · c6 alfiere del nero · e6 cavallo del nero · b5 pedone del nero · b4 pedone del nero · e4 cavallo del bianco · f4 pedone del nero · a3 alfiere del nero · b3 pedone del bianco · d3 re del nero · b2 torre del nero · c2 cavallo del bianco · d2 pedone del bianco · f2 re del bianco · a1 alfiere del bianco · c1 donna del bianco · h1 alfiere del bianco | c8 torre del bianco · e8 torre del bianco · b6 pedone del nero · c6 alfiere del nero · e6 cavallo del nero · b5 pedone del nero · b4 pedone del nero · e4 cavallo del bianco · f4 pedone del nero · a3 alfiere del nero · b3 pedone del bianco · d3 re del nero · b2 torre del nero · c2 cavallo del bianco · d2 pedone del bianco · f2 re del bianco · a1 alfiere del bianco · c1 donna del bianco · h1 alfiere del bianco | c8 torre del bianco · e8 torre del bianco · b6 pedone del nero · c6 alfiere del nero · e6 cavallo del nero · b5 pedone del nero · b4 pedone del nero · e4 cavallo del bianco · f4 pedone del nero · a3 alfiere del nero · b3 pedone del bianco · d3 re del nero · b2 torre del nero · c2 cavallo del bianco · d2 pedone del bianco · f2 re del bianco · a1 alfiere del bianco · c1 donna del bianco · h1 alfiere del bianco | c8 torre del bianco · e8 torre del bianco · b6 pedone del nero · c6 alfiere del nero · e6 cavallo del nero · b5 pedone del nero · b4 pedone del nero · e4 cavallo del bianco · f4 pedone del nero · a3 alfiere del nero · b3 pedone del bianco · d3 re del nero · b2 torre del nero · c2 cavallo del bianco · d2 pedone del bianco · f2 re del bianco · a1 alfiere del bianco · c1 donna del bianco · h1 alfiere del bianco | c8 torre del bianco · e8 torre del bianco · b6 pedone del nero · c6 alfiere del nero · e6 cavallo del nero · b5 pedone del nero · b4 pedone del nero · e4 cavallo del bianco · f4 pedone del nero · a3 alfiere del nero · b3 pedone del bianco · d3 re del nero · b2 torre del nero · c2 cavallo del bianco · d2 pedone del bianco · f2 re del bianco · a1 alfiere del bianco · c1 donna del bianco · h1 alfiere del bianco | c8 torre del bianco · e8 torre del bianco · b6 pedone del nero · c6 alfiere del nero · e6 cavallo del nero · b5 pedone del nero · b4 pedone del nero · e4 cavallo del bianco · f4 pedone del nero · a3 alfiere del nero · b3 pedone del bianco · d3 re del nero · b2 torre del nero · c2 cavallo del bianco · d2 pedone del bianco · f2 re del bianco · a1 alfiere del bianco · c1 donna del bianco · h1 alfiere del bianco | 4 |
| 3 | c8 torre del bianco · e8 torre del bianco · b6 pedone del nero · c6 alfiere del nero · e6 cavallo del nero · b5 pedone del nero · b4 pedone del nero · e4 cavallo del bianco · f4 pedone del nero · a3 alfiere del nero · b3 pedone del bianco · d3 re del nero · b2 torre del nero · c2 cavallo del bianco · d2 pedone del bianco · f2 re del bianco · a1 alfiere del bianco · c1 donna del bianco · h1 alfiere del bianco | c8 torre del bianco · e8 torre del bianco · b6 pedone del nero · c6 alfiere del nero · e6 cavallo del nero · b5 pedone del nero · b4 pedone del nero · e4 cavallo del bianco · f4 pedone del nero · a3 alfiere del nero · b3 pedone del bianco · d3 re del nero · b2 torre del nero · c2 cavallo del bianco · d2 pedone del bianco · f2 re del bianco · a1 alfiere del bianco · c1 donna del bianco · h1 alfiere del bianco | c8 torre del bianco · e8 torre del bianco · b6 pedone del nero · c6 alfiere del nero · e6 cavallo del nero · b5 pedone del nero · b4 pedone del nero · e4 cavallo del bianco · f4 pedone del nero · a3 alfiere del nero · b3 pedone del bianco · d3 re del nero · b2 torre del nero · c2 cavallo del bianco · d2 pedone del bianco · f2 re del bianco · a1 alfiere del bianco · c1 donna del bianco · h1 alfiere del bianco | c8 torre del bianco · e8 torre del bianco · b6 pedone del nero · c6 alfiere del nero · e6 cavallo del nero · b5 pedone del nero · b4 pedone del nero · e4 cavallo del bianco · f4 pedone del nero · a3 alfiere del nero · b3 pedone del bianco · d3 re del nero · b2 torre del nero · c2 cavallo del bianco · d2 pedone del bianco · f2 re del bianco · a1 alfiere del bianco · c1 donna del bianco · h1 alfiere del bianco | c8 torre del bianco · e8 torre del bianco · b6 pedone del nero · c6 alfiere del nero · e6 cavallo del nero · b5 pedone del nero · b4 pedone del nero · e4 cavallo del bianco · f4 pedone del nero · a3 alfiere del nero · b3 pedone del bianco · d3 re del nero · b2 torre del nero · c2 cavallo del bianco · d2 pedone del bianco · f2 re del bianco · a1 alfiere del bianco · c1 donna del bianco · h1 alfiere del bianco | c8 torre del bianco · e8 torre del bianco · b6 pedone del nero · c6 alfiere del nero · e6 cavallo del nero · b5 pedone del nero · b4 pedone del nero · e4 cavallo del bianco · f4 pedone del nero · a3 alfiere del nero · b3 pedone del bianco · d3 re del nero · b2 torre del nero · c2 cavallo del bianco · d2 pedone del bianco · f2 re del bianco · a1 alfiere del bianco · c1 donna del bianco · h1 alfiere del bianco | c8 torre del bianco · e8 torre del bianco · b6 pedone del nero · c6 alfiere del nero · e6 cavallo del nero · b5 pedone del nero · b4 pedone del nero · e4 cavallo del bianco · f4 pedone del nero · a3 alfiere del nero · b3 pedone del bianco · d3 re del nero · b2 torre del nero · c2 cavallo del bianco · d2 pedone del bianco · f2 re del bianco · a1 alfiere del bianco · c1 donna del bianco · h1 alfiere del bianco | c8 torre del bianco · e8 torre del bianco · b6 pedone del nero · c6 alfiere del nero · e6 cavallo del nero · b5 pedone del nero · b4 pedone del nero · e4 cavallo del bianco · f4 pedone del nero · a3 alfiere del nero · b3 pedone del bianco · d3 re del nero · b2 torre del nero · c2 cavallo del bianco · d2 pedone del bianco · f2 re del bianco · a1 alfiere del bianco · c1 donna del bianco · h1 alfiere del bianco | 3 |
| 2 | c8 torre del bianco · e8 torre del bianco · b6 pedone del nero · c6 alfiere del nero · e6 cavallo del nero · b5 pedone del nero · b4 pedone del nero · e4 cavallo del bianco · f4 pedone del nero · a3 alfiere del nero · b3 pedone del bianco · d3 re del nero · b2 torre del nero · c2 cavallo del bianco · d2 pedone del bianco · f2 re del bianco · a1 alfiere del bianco · c1 donna del bianco · h1 alfiere del bianco | c8 torre del bianco · e8 torre del bianco · b6 pedone del nero · c6 alfiere del nero · e6 cavallo del nero · b5 pedone del nero · b4 pedone del nero · e4 cavallo del bianco · f4 pedone del nero · a3 alfiere del nero · b3 pedone del bianco · d3 re del nero · b2 torre del nero · c2 cavallo del bianco · d2 pedone del bianco · f2 re del bianco · a1 alfiere del bianco · c1 donna del bianco · h1 alfiere del bianco | c8 torre del bianco · e8 torre del bianco · b6 pedone del nero · c6 alfiere del nero · e6 cavallo del nero · b5 pedone del nero · b4 pedone del nero · e4 cavallo del bianco · f4 pedone del nero · a3 alfiere del nero · b3 pedone del bianco · d3 re del nero · b2 torre del nero · c2 cavallo del bianco · d2 pedone del bianco · f2 re del bianco · a1 alfiere del bianco · c1 donna del bianco · h1 alfiere del bianco | c8 torre del bianco · e8 torre del bianco · b6 pedone del nero · c6 alfiere del nero · e6 cavallo del nero · b5 pedone del nero · b4 pedone del nero · e4 cavallo del bianco · f4 pedone del nero · a3 alfiere del nero · b3 pedone del bianco · d3 re del nero · b2 torre del nero · c2 cavallo del bianco · d2 pedone del bianco · f2 re del bianco · a1 alfiere del bianco · c1 donna del bianco · h1 alfiere del bianco | c8 torre del bianco · e8 torre del bianco · b6 pedone del nero · c6 alfiere del nero · e6 cavallo del nero · b5 pedone del nero · b4 pedone del nero · e4 cavallo del bianco · f4 pedone del nero · a3 alfiere del nero · b3 pedone del bianco · d3 re del nero · b2 torre del nero · c2 cavallo del bianco · d2 pedone del bianco · f2 re del bianco · a1 alfiere del bianco · c1 donna del bianco · h1 alfiere del bianco | c8 torre del bianco · e8 torre del bianco · b6 pedone del nero · c6 alfiere del nero · e6 cavallo del nero · b5 pedone del nero · b4 pedone del nero · e4 cavallo del bianco · f4 pedone del nero · a3 alfiere del nero · b3 pedone del bianco · d3 re del nero · b2 torre del nero · c2 cavallo del bianco · d2 pedone del bianco · f2 re del bianco · a1 alfiere del bianco · c1 donna del bianco · h1 alfiere del bianco | c8 torre del bianco · e8 torre del bianco · b6 pedone del nero · c6 alfiere del nero · e6 cavallo del nero · b5 pedone del nero · b4 pedone del nero · e4 cavallo del bianco · f4 pedone del nero · a3 alfiere del nero · b3 pedone del bianco · d3 re del nero · b2 torre del nero · c2 cavallo del bianco · d2 pedone del bianco · f2 re del bianco · a1 alfiere del bianco · c1 donna del bianco · h1 alfiere del bianco | c8 torre del bianco · e8 torre del bianco · b6 pedone del nero · c6 alfiere del nero · e6 cavallo del nero · b5 pedone del nero · b4 pedone del nero · e4 cavallo del bianco · f4 pedone del nero · a3 alfiere del nero · b3 pedone del bianco · d3 re del nero · b2 torre del nero · c2 cavallo del bianco · d2 pedone del bianco · f2 re del bianco · a1 alfiere del bianco · c1 donna del bianco · h1 alfiere del bianco | 2 |
| 1 | c8 torre del bianco · e8 torre del bianco · b6 pedone del nero · c6 alfiere del nero · e6 cavallo del nero · b5 pedone del nero · b4 pedone del nero · e4 cavallo del bianco · f4 pedone del nero · a3 alfiere del nero · b3 pedone del bianco · d3 re del nero · b2 torre del nero · c2 cavallo del bianco · d2 pedone del bianco · f2 re del bianco · a1 alfiere del bianco · c1 donna del bianco · h1 alfiere del bianco | c8 torre del bianco · e8 torre del bianco · b6 pedone del nero · c6 alfiere del nero · e6 cavallo del nero · b5 pedone del nero · b4 pedone del nero · e4 cavallo del bianco · f4 pedone del nero · a3 alfiere del nero · b3 pedone del bianco · d3 re del nero · b2 torre del nero · c2 cavallo del bianco · d2 pedone del bianco · f2 re del bianco · a1 alfiere del bianco · c1 donna del bianco · h1 alfiere del bianco | c8 torre del bianco · e8 torre del bianco · b6 pedone del nero · c6 alfiere del nero · e6 cavallo del nero · b5 pedone del nero · b4 pedone del nero · e4 cavallo del bianco · f4 pedone del nero · a3 alfiere del nero · b3 pedone del bianco · d3 re del nero · b2 torre del nero · c2 cavallo del bianco · d2 pedone del bianco · f2 re del bianco · a1 alfiere del bianco · c1 donna del bianco · h1 alfiere del bianco | c8 torre del bianco · e8 torre del bianco · b6 pedone del nero · c6 alfiere del nero · e6 cavallo del nero · b5 pedone del nero · b4 pedone del nero · e4 cavallo del bianco · f4 pedone del nero · a3 alfiere del nero · b3 pedone del bianco · d3 re del nero · b2 torre del nero · c2 cavallo del bianco · d2 pedone del bianco · f2 re del bianco · a1 alfiere del bianco · c1 donna del bianco · h1 alfiere del bianco | c8 torre del bianco · e8 torre del bianco · b6 pedone del nero · c6 alfiere del nero · e6 cavallo del nero · b5 pedone del nero · b4 pedone del nero · e4 cavallo del bianco · f4 pedone del nero · a3 alfiere del nero · b3 pedone del bianco · d3 re del nero · b2 torre del nero · c2 cavallo del bianco · d2 pedone del bianco · f2 re del bianco · a1 alfiere del bianco · c1 donna del bianco · h1 alfiere del bianco | c8 torre del bianco · e8 torre del bianco · b6 pedone del nero · c6 alfiere del nero · e6 cavallo del nero · b5 pedone del nero · b4 pedone del nero · e4 cavallo del bianco · f4 pedone del nero · a3 alfiere del nero · b3 pedone del bianco · d3 re del nero · b2 torre del nero · c2 cavallo del bianco · d2 pedone del bianco · f2 re del bianco · a1 alfiere del bianco · c1 donna del bianco · h1 alfiere del bianco | c8 torre del bianco · e8 torre del bianco · b6 pedone del nero · c6 alfiere del nero · e6 cavallo del nero · b5 pedone del nero · b4 pedone del nero · e4 cavallo del bianco · f4 pedone del nero · a3 alfiere del nero · b3 pedone del bianco · d3 re del nero · b2 torre del nero · c2 cavallo del bianco · d2 pedone del bianco · f2 re del bianco · a1 alfiere del bianco · c1 donna del bianco · h1 alfiere del bianco | c8 torre del bianco · e8 torre del bianco · b6 pedone del nero · c6 alfiere del nero · e6 cavallo del nero · b5 pedone del nero · b4 pedone del nero · e4 cavallo del bianco · f4 pedone del nero · a3 alfiere del nero · b3 pedone del bianco · d3 re del nero · b2 torre del nero · c2 cavallo del bianco · d2 pedone del bianco · f2 re del bianco · a1 alfiere del bianco · c1 donna del bianco · h1 alfiere del bianco | 1 |
|   | a | b | c | d | e | f | g | h |   |

Soluzione:
Tentativi: 1. Txe6/Ag2?  ... f3!
1. Af3!  (zugzwang)
1... Ad5/d7/xe8/b7/a8/Txc2  2. Df1#

1... Axe4/Cf8/Cg5/Cg7/Cd8/Cc5/Cc7 2. Ae2#

|   | a | b | c | d | e | f | g | h |   |
| 8 | g8 alfiere del bianco · a6 cavallo del bianco · c5 pedone del bianco · e5 pedone del nero · a4 re del bianco · b4 pedone del nero · d4 pedone del nero · e4 re del nero · f4 pedone del nero · g4 pedone del bianco · d3 cavallo del nero · e3 torre del nero · f3 pedone del nero · b2 pedone del nero · c2 torre del nero · f2 cavallo del nero · d1 cavallo del bianco | g8 alfiere del bianco · a6 cavallo del bianco · c5 pedone del bianco · e5 pedone del nero · a4 re del bianco · b4 pedone del nero · d4 pedone del nero · e4 re del nero · f4 pedone del nero · g4 pedone del bianco · d3 cavallo del nero · e3 torre del nero · f3 pedone del nero · b2 pedone del nero · c2 torre del nero · f2 cavallo del nero · d1 cavallo del bianco | g8 alfiere del bianco · a6 cavallo del bianco · c5 pedone del bianco · e5 pedone del nero · a4 re del bianco · b4 pedone del nero · d4 pedone del nero · e4 re del nero · f4 pedone del nero · g4 pedone del bianco · d3 cavallo del nero · e3 torre del nero · f3 pedone del nero · b2 pedone del nero · c2 torre del nero · f2 cavallo del nero · d1 cavallo del bianco | g8 alfiere del bianco · a6 cavallo del bianco · c5 pedone del bianco · e5 pedone del nero · a4 re del bianco · b4 pedone del nero · d4 pedone del nero · e4 re del nero · f4 pedone del nero · g4 pedone del bianco · d3 cavallo del nero · e3 torre del nero · f3 pedone del nero · b2 pedone del nero · c2 torre del nero · f2 cavallo del nero · d1 cavallo del bianco | g8 alfiere del bianco · a6 cavallo del bianco · c5 pedone del bianco · e5 pedone del nero · a4 re del bianco · b4 pedone del nero · d4 pedone del nero · e4 re del nero · f4 pedone del nero · g4 pedone del bianco · d3 cavallo del nero · e3 torre del nero · f3 pedone del nero · b2 pedone del nero · c2 torre del nero · f2 cavallo del nero · d1 cavallo del bianco | g8 alfiere del bianco · a6 cavallo del bianco · c5 pedone del bianco · e5 pedone del nero · a4 re del bianco · b4 pedone del nero · d4 pedone del nero · e4 re del nero · f4 pedone del nero · g4 pedone del bianco · d3 cavallo del nero · e3 torre del nero · f3 pedone del nero · b2 pedone del nero · c2 torre del nero · f2 cavallo del nero · d1 cavallo del bianco | g8 alfiere del bianco · a6 cavallo del bianco · c5 pedone del bianco · e5 pedone del nero · a4 re del bianco · b4 pedone del nero · d4 pedone del nero · e4 re del nero · f4 pedone del nero · g4 pedone del bianco · d3 cavallo del nero · e3 torre del nero · f3 pedone del nero · b2 pedone del nero · c2 torre del nero · f2 cavallo del nero · d1 cavallo del bianco | g8 alfiere del bianco · a6 cavallo del bianco · c5 pedone del bianco · e5 pedone del nero · a4 re del bianco · b4 pedone del nero · d4 pedone del nero · e4 re del nero · f4 pedone del nero · g4 pedone del bianco · d3 cavallo del nero · e3 torre del nero · f3 pedone del nero · b2 pedone del nero · c2 torre del nero · f2 cavallo del nero · d1 cavallo del bianco | 8 |
| 7 | g8 alfiere del bianco · a6 cavallo del bianco · c5 pedone del bianco · e5 pedone del nero · a4 re del bianco · b4 pedone del nero · d4 pedone del nero · e4 re del nero · f4 pedone del nero · g4 pedone del bianco · d3 cavallo del nero · e3 torre del nero · f3 pedone del nero · b2 pedone del nero · c2 torre del nero · f2 cavallo del nero · d1 cavallo del bianco | g8 alfiere del bianco · a6 cavallo del bianco · c5 pedone del bianco · e5 pedone del nero · a4 re del bianco · b4 pedone del nero · d4 pedone del nero · e4 re del nero · f4 pedone del nero · g4 pedone del bianco · d3 cavallo del nero · e3 torre del nero · f3 pedone del nero · b2 pedone del nero · c2 torre del nero · f2 cavallo del nero · d1 cavallo del bianco | g8 alfiere del bianco · a6 cavallo del bianco · c5 pedone del bianco · e5 pedone del nero · a4 re del bianco · b4 pedone del nero · d4 pedone del nero · e4 re del nero · f4 pedone del nero · g4 pedone del bianco · d3 cavallo del nero · e3 torre del nero · f3 pedone del nero · b2 pedone del nero · c2 torre del nero · f2 cavallo del nero · d1 cavallo del bianco | g8 alfiere del bianco · a6 cavallo del bianco · c5 pedone del bianco · e5 pedone del nero · a4 re del bianco · b4 pedone del nero · d4 pedone del nero · e4 re del nero · f4 pedone del nero · g4 pedone del bianco · d3 cavallo del nero · e3 torre del nero · f3 pedone del nero · b2 pedone del nero · c2 torre del nero · f2 cavallo del nero · d1 cavallo del bianco | g8 alfiere del bianco · a6 cavallo del bianco · c5 pedone del bianco · e5 pedone del nero · a4 re del bianco · b4 pedone del nero · d4 pedone del nero · e4 re del nero · f4 pedone del nero · g4 pedone del bianco · d3 cavallo del nero · e3 torre del nero · f3 pedone del nero · b2 pedone del nero · c2 torre del nero · f2 cavallo del nero · d1 cavallo del bianco | g8 alfiere del bianco · a6 cavallo del bianco · c5 pedone del bianco · e5 pedone del nero · a4 re del bianco · b4 pedone del nero · d4 pedone del nero · e4 re del nero · f4 pedone del nero · g4 pedone del bianco · d3 cavallo del nero · e3 torre del nero · f3 pedone del nero · b2 pedone del nero · c2 torre del nero · f2 cavallo del nero · d1 cavallo del bianco | g8 alfiere del bianco · a6 cavallo del bianco · c5 pedone del bianco · e5 pedone del nero · a4 re del bianco · b4 pedone del nero · d4 pedone del nero · e4 re del nero · f4 pedone del nero · g4 pedone del bianco · d3 cavallo del nero · e3 torre del nero · f3 pedone del nero · b2 pedone del nero · c2 torre del nero · f2 cavallo del nero · d1 cavallo del bianco | g8 alfiere del bianco · a6 cavallo del bianco · c5 pedone del bianco · e5 pedone del nero · a4 re del bianco · b4 pedone del nero · d4 pedone del nero · e4 re del nero · f4 pedone del nero · g4 pedone del bianco · d3 cavallo del nero · e3 torre del nero · f3 pedone del nero · b2 pedone del nero · c2 torre del nero · f2 cavallo del nero · d1 cavallo del bianco | 7 |
| 6 | g8 alfiere del bianco · a6 cavallo del bianco · c5 pedone del bianco · e5 pedone del nero · a4 re del bianco · b4 pedone del nero · d4 pedone del nero · e4 re del nero · f4 pedone del nero · g4 pedone del bianco · d3 cavallo del nero · e3 torre del nero · f3 pedone del nero · b2 pedone del nero · c2 torre del nero · f2 cavallo del nero · d1 cavallo del bianco | g8 alfiere del bianco · a6 cavallo del bianco · c5 pedone del bianco · e5 pedone del nero · a4 re del bianco · b4 pedone del nero · d4 pedone del nero · e4 re del nero · f4 pedone del nero · g4 pedone del bianco · d3 cavallo del nero · e3 torre del nero · f3 pedone del nero · b2 pedone del nero · c2 torre del nero · f2 cavallo del nero · d1 cavallo del bianco | g8 alfiere del bianco · a6 cavallo del bianco · c5 pedone del bianco · e5 pedone del nero · a4 re del bianco · b4 pedone del nero · d4 pedone del nero · e4 re del nero · f4 pedone del nero · g4 pedone del bianco · d3 cavallo del nero · e3 torre del nero · f3 pedone del nero · b2 pedone del nero · c2 torre del nero · f2 cavallo del nero · d1 cavallo del bianco | g8 alfiere del bianco · a6 cavallo del bianco · c5 pedone del bianco · e5 pedone del nero · a4 re del bianco · b4 pedone del nero · d4 pedone del nero · e4 re del nero · f4 pedone del nero · g4 pedone del bianco · d3 cavallo del nero · e3 torre del nero · f3 pedone del nero · b2 pedone del nero · c2 torre del nero · f2 cavallo del nero · d1 cavallo del bianco | g8 alfiere del bianco · a6 cavallo del bianco · c5 pedone del bianco · e5 pedone del nero · a4 re del bianco · b4 pedone del nero · d4 pedone del nero · e4 re del nero · f4 pedone del nero · g4 pedone del bianco · d3 cavallo del nero · e3 torre del nero · f3 pedone del nero · b2 pedone del nero · c2 torre del nero · f2 cavallo del nero · d1 cavallo del bianco | g8 alfiere del bianco · a6 cavallo del bianco · c5 pedone del bianco · e5 pedone del nero · a4 re del bianco · b4 pedone del nero · d4 pedone del nero · e4 re del nero · f4 pedone del nero · g4 pedone del bianco · d3 cavallo del nero · e3 torre del nero · f3 pedone del nero · b2 pedone del nero · c2 torre del nero · f2 cavallo del nero · d1 cavallo del bianco | g8 alfiere del bianco · a6 cavallo del bianco · c5 pedone del bianco · e5 pedone del nero · a4 re del bianco · b4 pedone del nero · d4 pedone del nero · e4 re del nero · f4 pedone del nero · g4 pedone del bianco · d3 cavallo del nero · e3 torre del nero · f3 pedone del nero · b2 pedone del nero · c2 torre del nero · f2 cavallo del nero · d1 cavallo del bianco | g8 alfiere del bianco · a6 cavallo del bianco · c5 pedone del bianco · e5 pedone del nero · a4 re del bianco · b4 pedone del nero · d4 pedone del nero · e4 re del nero · f4 pedone del nero · g4 pedone del bianco · d3 cavallo del nero · e3 torre del nero · f3 pedone del nero · b2 pedone del nero · c2 torre del nero · f2 cavallo del nero · d1 cavallo del bianco | 6 |
| 5 | g8 alfiere del bianco · a6 cavallo del bianco · c5 pedone del bianco · e5 pedone del nero · a4 re del bianco · b4 pedone del nero · d4 pedone del nero · e4 re del nero · f4 pedone del nero · g4 pedone del bianco · d3 cavallo del nero · e3 torre del nero · f3 pedone del nero · b2 pedone del nero · c2 torre del nero · f2 cavallo del nero · d1 cavallo del bianco | g8 alfiere del bianco · a6 cavallo del bianco · c5 pedone del bianco · e5 pedone del nero · a4 re del bianco · b4 pedone del nero · d4 pedone del nero · e4 re del nero · f4 pedone del nero · g4 pedone del bianco · d3 cavallo del nero · e3 torre del nero · f3 pedone del nero · b2 pedone del nero · c2 torre del nero · f2 cavallo del nero · d1 cavallo del bianco | g8 alfiere del bianco · a6 cavallo del bianco · c5 pedone del bianco · e5 pedone del nero · a4 re del bianco · b4 pedone del nero · d4 pedone del nero · e4 re del nero · f4 pedone del nero · g4 pedone del bianco · d3 cavallo del nero · e3 torre del nero · f3 pedone del nero · b2 pedone del nero · c2 torre del nero · f2 cavallo del nero · d1 cavallo del bianco | g8 alfiere del bianco · a6 cavallo del bianco · c5 pedone del bianco · e5 pedone del nero · a4 re del bianco · b4 pedone del nero · d4 pedone del nero · e4 re del nero · f4 pedone del nero · g4 pedone del bianco · d3 cavallo del nero · e3 torre del nero · f3 pedone del nero · b2 pedone del nero · c2 torre del nero · f2 cavallo del nero · d1 cavallo del bianco | g8 alfiere del bianco · a6 cavallo del bianco · c5 pedone del bianco · e5 pedone del nero · a4 re del bianco · b4 pedone del nero · d4 pedone del nero · e4 re del nero · f4 pedone del nero · g4 pedone del bianco · d3 cavallo del nero · e3 torre del nero · f3 pedone del nero · b2 pedone del nero · c2 torre del nero · f2 cavallo del nero · d1 cavallo del bianco | g8 alfiere del bianco · a6 cavallo del bianco · c5 pedone del bianco · e5 pedone del nero · a4 re del bianco · b4 pedone del nero · d4 pedone del nero · e4 re del nero · f4 pedone del nero · g4 pedone del bianco · d3 cavallo del nero · e3 torre del nero · f3 pedone del nero · b2 pedone del nero · c2 torre del nero · f2 cavallo del nero · d1 cavallo del bianco | g8 alfiere del bianco · a6 cavallo del bianco · c5 pedone del bianco · e5 pedone del nero · a4 re del bianco · b4 pedone del nero · d4 pedone del nero · e4 re del nero · f4 pedone del nero · g4 pedone del bianco · d3 cavallo del nero · e3 torre del nero · f3 pedone del nero · b2 pedone del nero · c2 torre del nero · f2 cavallo del nero · d1 cavallo del bianco | g8 alfiere del bianco · a6 cavallo del bianco · c5 pedone del bianco · e5 pedone del nero · a4 re del bianco · b4 pedone del nero · d4 pedone del nero · e4 re del nero · f4 pedone del nero · g4 pedone del bianco · d3 cavallo del nero · e3 torre del nero · f3 pedone del nero · b2 pedone del nero · c2 torre del nero · f2 cavallo del nero · d1 cavallo del bianco | 5 |
| 4 | g8 alfiere del bianco · a6 cavallo del bianco · c5 pedone del bianco · e5 pedone del nero · a4 re del bianco · b4 pedone del nero · d4 pedone del nero · e4 re del nero · f4 pedone del nero · g4 pedone del bianco · d3 cavallo del nero · e3 torre del nero · f3 pedone del nero · b2 pedone del nero · c2 torre del nero · f2 cavallo del nero · d1 cavallo del bianco | g8 alfiere del bianco · a6 cavallo del bianco · c5 pedone del bianco · e5 pedone del nero · a4 re del bianco · b4 pedone del nero · d4 pedone del nero · e4 re del nero · f4 pedone del nero · g4 pedone del bianco · d3 cavallo del nero · e3 torre del nero · f3 pedone del nero · b2 pedone del nero · c2 torre del nero · f2 cavallo del nero · d1 cavallo del bianco | g8 alfiere del bianco · a6 cavallo del bianco · c5 pedone del bianco · e5 pedone del nero · a4 re del bianco · b4 pedone del nero · d4 pedone del nero · e4 re del nero · f4 pedone del nero · g4 pedone del bianco · d3 cavallo del nero · e3 torre del nero · f3 pedone del nero · b2 pedone del nero · c2 torre del nero · f2 cavallo del nero · d1 cavallo del bianco | g8 alfiere del bianco · a6 cavallo del bianco · c5 pedone del bianco · e5 pedone del nero · a4 re del bianco · b4 pedone del nero · d4 pedone del nero · e4 re del nero · f4 pedone del nero · g4 pedone del bianco · d3 cavallo del nero · e3 torre del nero · f3 pedone del nero · b2 pedone del nero · c2 torre del nero · f2 cavallo del nero · d1 cavallo del bianco | g8 alfiere del bianco · a6 cavallo del bianco · c5 pedone del bianco · e5 pedone del nero · a4 re del bianco · b4 pedone del nero · d4 pedone del nero · e4 re del nero · f4 pedone del nero · g4 pedone del bianco · d3 cavallo del nero · e3 torre del nero · f3 pedone del nero · b2 pedone del nero · c2 torre del nero · f2 cavallo del nero · d1 cavallo del bianco | g8 alfiere del bianco · a6 cavallo del bianco · c5 pedone del bianco · e5 pedone del nero · a4 re del bianco · b4 pedone del nero · d4 pedone del nero · e4 re del nero · f4 pedone del nero · g4 pedone del bianco · d3 cavallo del nero · e3 torre del nero · f3 pedone del nero · b2 pedone del nero · c2 torre del nero · f2 cavallo del nero · d1 cavallo del bianco | g8 alfiere del bianco · a6 cavallo del bianco · c5 pedone del bianco · e5 pedone del nero · a4 re del bianco · b4 pedone del nero · d4 pedone del nero · e4 re del nero · f4 pedone del nero · g4 pedone del bianco · d3 cavallo del nero · e3 torre del nero · f3 pedone del nero · b2 pedone del nero · c2 torre del nero · f2 cavallo del nero · d1 cavallo del bianco | g8 alfiere del bianco · a6 cavallo del bianco · c5 pedone del bianco · e5 pedone del nero · a4 re del bianco · b4 pedone del nero · d4 pedone del nero · e4 re del nero · f4 pedone del nero · g4 pedone del bianco · d3 cavallo del nero · e3 torre del nero · f3 pedone del nero · b2 pedone del nero · c2 torre del nero · f2 cavallo del nero · d1 cavallo del bianco | 4 |
| 3 | g8 alfiere del bianco · a6 cavallo del bianco · c5 pedone del bianco · e5 pedone del nero · a4 re del bianco · b4 pedone del nero · d4 pedone del nero · e4 re del nero · f4 pedone del nero · g4 pedone del bianco · d3 cavallo del nero · e3 torre del nero · f3 pedone del nero · b2 pedone del nero · c2 torre del nero · f2 cavallo del nero · d1 cavallo del bianco | g8 alfiere del bianco · a6 cavallo del bianco · c5 pedone del bianco · e5 pedone del nero · a4 re del bianco · b4 pedone del nero · d4 pedone del nero · e4 re del nero · f4 pedone del nero · g4 pedone del bianco · d3 cavallo del nero · e3 torre del nero · f3 pedone del nero · b2 pedone del nero · c2 torre del nero · f2 cavallo del nero · d1 cavallo del bianco | g8 alfiere del bianco · a6 cavallo del bianco · c5 pedone del bianco · e5 pedone del nero · a4 re del bianco · b4 pedone del nero · d4 pedone del nero · e4 re del nero · f4 pedone del nero · g4 pedone del bianco · d3 cavallo del nero · e3 torre del nero · f3 pedone del nero · b2 pedone del nero · c2 torre del nero · f2 cavallo del nero · d1 cavallo del bianco | g8 alfiere del bianco · a6 cavallo del bianco · c5 pedone del bianco · e5 pedone del nero · a4 re del bianco · b4 pedone del nero · d4 pedone del nero · e4 re del nero · f4 pedone del nero · g4 pedone del bianco · d3 cavallo del nero · e3 torre del nero · f3 pedone del nero · b2 pedone del nero · c2 torre del nero · f2 cavallo del nero · d1 cavallo del bianco | g8 alfiere del bianco · a6 cavallo del bianco · c5 pedone del bianco · e5 pedone del nero · a4 re del bianco · b4 pedone del nero · d4 pedone del nero · e4 re del nero · f4 pedone del nero · g4 pedone del bianco · d3 cavallo del nero · e3 torre del nero · f3 pedone del nero · b2 pedone del nero · c2 torre del nero · f2 cavallo del nero · d1 cavallo del bianco | g8 alfiere del bianco · a6 cavallo del bianco · c5 pedone del bianco · e5 pedone del nero · a4 re del bianco · b4 pedone del nero · d4 pedone del nero · e4 re del nero · f4 pedone del nero · g4 pedone del bianco · d3 cavallo del nero · e3 torre del nero · f3 pedone del nero · b2 pedone del nero · c2 torre del nero · f2 cavallo del nero · d1 cavallo del bianco | g8 alfiere del bianco · a6 cavallo del bianco · c5 pedone del bianco · e5 pedone del nero · a4 re del bianco · b4 pedone del nero · d4 pedone del nero · e4 re del nero · f4 pedone del nero · g4 pedone del bianco · d3 cavallo del nero · e3 torre del nero · f3 pedone del nero · b2 pedone del nero · c2 torre del nero · f2 cavallo del nero · d1 cavallo del bianco | g8 alfiere del bianco · a6 cavallo del bianco · c5 pedone del bianco · e5 pedone del nero · a4 re del bianco · b4 pedone del nero · d4 pedone del nero · e4 re del nero · f4 pedone del nero · g4 pedone del bianco · d3 cavallo del nero · e3 torre del nero · f3 pedone del nero · b2 pedone del nero · c2 torre del nero · f2 cavallo del nero · d1 cavallo del bianco | 3 |
| 2 | g8 alfiere del bianco · a6 cavallo del bianco · c5 pedone del bianco · e5 pedone del nero · a4 re del bianco · b4 pedone del nero · d4 pedone del nero · e4 re del nero · f4 pedone del nero · g4 pedone del bianco · d3 cavallo del nero · e3 torre del nero · f3 pedone del nero · b2 pedone del nero · c2 torre del nero · f2 cavallo del nero · d1 cavallo del bianco | g8 alfiere del bianco · a6 cavallo del bianco · c5 pedone del bianco · e5 pedone del nero · a4 re del bianco · b4 pedone del nero · d4 pedone del nero · e4 re del nero · f4 pedone del nero · g4 pedone del bianco · d3 cavallo del nero · e3 torre del nero · f3 pedone del nero · b2 pedone del nero · c2 torre del nero · f2 cavallo del nero · d1 cavallo del bianco | g8 alfiere del bianco · a6 cavallo del bianco · c5 pedone del bianco · e5 pedone del nero · a4 re del bianco · b4 pedone del nero · d4 pedone del nero · e4 re del nero · f4 pedone del nero · g4 pedone del bianco · d3 cavallo del nero · e3 torre del nero · f3 pedone del nero · b2 pedone del nero · c2 torre del nero · f2 cavallo del nero · d1 cavallo del bianco | g8 alfiere del bianco · a6 cavallo del bianco · c5 pedone del bianco · e5 pedone del nero · a4 re del bianco · b4 pedone del nero · d4 pedone del nero · e4 re del nero · f4 pedone del nero · g4 pedone del bianco · d3 cavallo del nero · e3 torre del nero · f3 pedone del nero · b2 pedone del nero · c2 torre del nero · f2 cavallo del nero · d1 cavallo del bianco | g8 alfiere del bianco · a6 cavallo del bianco · c5 pedone del bianco · e5 pedone del nero · a4 re del bianco · b4 pedone del nero · d4 pedone del nero · e4 re del nero · f4 pedone del nero · g4 pedone del bianco · d3 cavallo del nero · e3 torre del nero · f3 pedone del nero · b2 pedone del nero · c2 torre del nero · f2 cavallo del nero · d1 cavallo del bianco | g8 alfiere del bianco · a6 cavallo del bianco · c5 pedone del bianco · e5 pedone del nero · a4 re del bianco · b4 pedone del nero · d4 pedone del nero · e4 re del nero · f4 pedone del nero · g4 pedone del bianco · d3 cavallo del nero · e3 torre del nero · f3 pedone del nero · b2 pedone del nero · c2 torre del nero · f2 cavallo del nero · d1 cavallo del bianco | g8 alfiere del bianco · a6 cavallo del bianco · c5 pedone del bianco · e5 pedone del nero · a4 re del bianco · b4 pedone del nero · d4 pedone del nero · e4 re del nero · f4 pedone del nero · g4 pedone del bianco · d3 cavallo del nero · e3 torre del nero · f3 pedone del nero · b2 pedone del nero · c2 torre del nero · f2 cavallo del nero · d1 cavallo del bianco | g8 alfiere del bianco · a6 cavallo del bianco · c5 pedone del bianco · e5 pedone del nero · a4 re del bianco · b4 pedone del nero · d4 pedone del nero · e4 re del nero · f4 pedone del nero · g4 pedone del bianco · d3 cavallo del nero · e3 torre del nero · f3 pedone del nero · b2 pedone del nero · c2 torre del nero · f2 cavallo del nero · d1 cavallo del bianco | 2 |
| 1 | g8 alfiere del bianco · a6 cavallo del bianco · c5 pedone del bianco · e5 pedone del nero · a4 re del bianco · b4 pedone del nero · d4 pedone del nero · e4 re del nero · f4 pedone del nero · g4 pedone del bianco · d3 cavallo del nero · e3 torre del nero · f3 pedone del nero · b2 pedone del nero · c2 torre del nero · f2 cavallo del nero · d1 cavallo del bianco | g8 alfiere del bianco · a6 cavallo del bianco · c5 pedone del bianco · e5 pedone del nero · a4 re del bianco · b4 pedone del nero · d4 pedone del nero · e4 re del nero · f4 pedone del nero · g4 pedone del bianco · d3 cavallo del nero · e3 torre del nero · f3 pedone del nero · b2 pedone del nero · c2 torre del nero · f2 cavallo del nero · d1 cavallo del bianco | g8 alfiere del bianco · a6 cavallo del bianco · c5 pedone del bianco · e5 pedone del nero · a4 re del bianco · b4 pedone del nero · d4 pedone del nero · e4 re del nero · f4 pedone del nero · g4 pedone del bianco · d3 cavallo del nero · e3 torre del nero · f3 pedone del nero · b2 pedone del nero · c2 torre del nero · f2 cavallo del nero · d1 cavallo del bianco | g8 alfiere del bianco · a6 cavallo del bianco · c5 pedone del bianco · e5 pedone del nero · a4 re del bianco · b4 pedone del nero · d4 pedone del nero · e4 re del nero · f4 pedone del nero · g4 pedone del bianco · d3 cavallo del nero · e3 torre del nero · f3 pedone del nero · b2 pedone del nero · c2 torre del nero · f2 cavallo del nero · d1 cavallo del bianco | g8 alfiere del bianco · a6 cavallo del bianco · c5 pedone del bianco · e5 pedone del nero · a4 re del bianco · b4 pedone del nero · d4 pedone del nero · e4 re del nero · f4 pedone del nero · g4 pedone del bianco · d3 cavallo del nero · e3 torre del nero · f3 pedone del nero · b2 pedone del nero · c2 torre del nero · f2 cavallo del nero · d1 cavallo del bianco | g8 alfiere del bianco · a6 cavallo del bianco · c5 pedone del bianco · e5 pedone del nero · a4 re del bianco · b4 pedone del nero · d4 pedone del nero · e4 re del nero · f4 pedone del nero · g4 pedone del bianco · d3 cavallo del nero · e3 torre del nero · f3 pedone del nero · b2 pedone del nero · c2 torre del nero · f2 cavallo del nero · d1 cavallo del bianco | g8 alfiere del bianco · a6 cavallo del bianco · c5 pedone del bianco · e5 pedone del nero · a4 re del bianco · b4 pedone del nero · d4 pedone del nero · e4 re del nero · f4 pedone del nero · g4 pedone del bianco · d3 cavallo del nero · e3 torre del nero · f3 pedone del nero · b2 pedone del nero · c2 torre del nero · f2 cavallo del nero · d1 cavallo del bianco | g8 alfiere del bianco · a6 cavallo del bianco · c5 pedone del bianco · e5 pedone del nero · a4 re del bianco · b4 pedone del nero · d4 pedone del nero · e4 re del nero · f4 pedone del nero · g4 pedone del bianco · d3 cavallo del nero · e3 torre del nero · f3 pedone del nero · b2 pedone del nero · c2 torre del nero · f2 cavallo del nero · d1 cavallo del bianco | 1 |
|   | a | b | c | d | e | f | g | h |   |

Soluzione:
1. Rb5!  (min. 2. Ah7+ Rd5 3. Cc7#)
1... Txc5+ 2. Cxc5+ Cxc5 3. Cxf2#

|   | a | b | c | d | e | f | g | h |   |
| 8 | a8 re del bianco · c8 donna del bianco · d7 cavallo del bianco · h7 alfiere del nero · b6 pedone del nero · c6 pedone del bianco · d6 torre del bianco · e6 pedone del nero · b5 pedone del bianco · e5 pedone del nero · a4 pedone del bianco · c4 re del nero · e4 pedone del nero · g4 pedone del nero · g3 pedone del nero · d2 pedone del nero · e2 cavallo del bianco · f2 pedone del nero · d1 alfiere del bianco · f1 cavallo del nero | a8 re del bianco · c8 donna del bianco · d7 cavallo del bianco · h7 alfiere del nero · b6 pedone del nero · c6 pedone del bianco · d6 torre del bianco · e6 pedone del nero · b5 pedone del bianco · e5 pedone del nero · a4 pedone del bianco · c4 re del nero · e4 pedone del nero · g4 pedone del nero · g3 pedone del nero · d2 pedone del nero · e2 cavallo del bianco · f2 pedone del nero · d1 alfiere del bianco · f1 cavallo del nero | a8 re del bianco · c8 donna del bianco · d7 cavallo del bianco · h7 alfiere del nero · b6 pedone del nero · c6 pedone del bianco · d6 torre del bianco · e6 pedone del nero · b5 pedone del bianco · e5 pedone del nero · a4 pedone del bianco · c4 re del nero · e4 pedone del nero · g4 pedone del nero · g3 pedone del nero · d2 pedone del nero · e2 cavallo del bianco · f2 pedone del nero · d1 alfiere del bianco · f1 cavallo del nero | a8 re del bianco · c8 donna del bianco · d7 cavallo del bianco · h7 alfiere del nero · b6 pedone del nero · c6 pedone del bianco · d6 torre del bianco · e6 pedone del nero · b5 pedone del bianco · e5 pedone del nero · a4 pedone del bianco · c4 re del nero · e4 pedone del nero · g4 pedone del nero · g3 pedone del nero · d2 pedone del nero · e2 cavallo del bianco · f2 pedone del nero · d1 alfiere del bianco · f1 cavallo del nero | a8 re del bianco · c8 donna del bianco · d7 cavallo del bianco · h7 alfiere del nero · b6 pedone del nero · c6 pedone del bianco · d6 torre del bianco · e6 pedone del nero · b5 pedone del bianco · e5 pedone del nero · a4 pedone del bianco · c4 re del nero · e4 pedone del nero · g4 pedone del nero · g3 pedone del nero · d2 pedone del nero · e2 cavallo del bianco · f2 pedone del nero · d1 alfiere del bianco · f1 cavallo del nero | a8 re del bianco · c8 donna del bianco · d7 cavallo del bianco · h7 alfiere del nero · b6 pedone del nero · c6 pedone del bianco · d6 torre del bianco · e6 pedone del nero · b5 pedone del bianco · e5 pedone del nero · a4 pedone del bianco · c4 re del nero · e4 pedone del nero · g4 pedone del nero · g3 pedone del nero · d2 pedone del nero · e2 cavallo del bianco · f2 pedone del nero · d1 alfiere del bianco · f1 cavallo del nero | a8 re del bianco · c8 donna del bianco · d7 cavallo del bianco · h7 alfiere del nero · b6 pedone del nero · c6 pedone del bianco · d6 torre del bianco · e6 pedone del nero · b5 pedone del bianco · e5 pedone del nero · a4 pedone del bianco · c4 re del nero · e4 pedone del nero · g4 pedone del nero · g3 pedone del nero · d2 pedone del nero · e2 cavallo del bianco · f2 pedone del nero · d1 alfiere del bianco · f1 cavallo del nero | a8 re del bianco · c8 donna del bianco · d7 cavallo del bianco · h7 alfiere del nero · b6 pedone del nero · c6 pedone del bianco · d6 torre del bianco · e6 pedone del nero · b5 pedone del bianco · e5 pedone del nero · a4 pedone del bianco · c4 re del nero · e4 pedone del nero · g4 pedone del nero · g3 pedone del nero · d2 pedone del nero · e2 cavallo del bianco · f2 pedone del nero · d1 alfiere del bianco · f1 cavallo del nero | 8 |
| 7 | a8 re del bianco · c8 donna del bianco · d7 cavallo del bianco · h7 alfiere del nero · b6 pedone del nero · c6 pedone del bianco · d6 torre del bianco · e6 pedone del nero · b5 pedone del bianco · e5 pedone del nero · a4 pedone del bianco · c4 re del nero · e4 pedone del nero · g4 pedone del nero · g3 pedone del nero · d2 pedone del nero · e2 cavallo del bianco · f2 pedone del nero · d1 alfiere del bianco · f1 cavallo del nero | a8 re del bianco · c8 donna del bianco · d7 cavallo del bianco · h7 alfiere del nero · b6 pedone del nero · c6 pedone del bianco · d6 torre del bianco · e6 pedone del nero · b5 pedone del bianco · e5 pedone del nero · a4 pedone del bianco · c4 re del nero · e4 pedone del nero · g4 pedone del nero · g3 pedone del nero · d2 pedone del nero · e2 cavallo del bianco · f2 pedone del nero · d1 alfiere del bianco · f1 cavallo del nero | a8 re del bianco · c8 donna del bianco · d7 cavallo del bianco · h7 alfiere del nero · b6 pedone del nero · c6 pedone del bianco · d6 torre del bianco · e6 pedone del nero · b5 pedone del bianco · e5 pedone del nero · a4 pedone del bianco · c4 re del nero · e4 pedone del nero · g4 pedone del nero · g3 pedone del nero · d2 pedone del nero · e2 cavallo del bianco · f2 pedone del nero · d1 alfiere del bianco · f1 cavallo del nero | a8 re del bianco · c8 donna del bianco · d7 cavallo del bianco · h7 alfiere del nero · b6 pedone del nero · c6 pedone del bianco · d6 torre del bianco · e6 pedone del nero · b5 pedone del bianco · e5 pedone del nero · a4 pedone del bianco · c4 re del nero · e4 pedone del nero · g4 pedone del nero · g3 pedone del nero · d2 pedone del nero · e2 cavallo del bianco · f2 pedone del nero · d1 alfiere del bianco · f1 cavallo del nero | a8 re del bianco · c8 donna del bianco · d7 cavallo del bianco · h7 alfiere del nero · b6 pedone del nero · c6 pedone del bianco · d6 torre del bianco · e6 pedone del nero · b5 pedone del bianco · e5 pedone del nero · a4 pedone del bianco · c4 re del nero · e4 pedone del nero · g4 pedone del nero · g3 pedone del nero · d2 pedone del nero · e2 cavallo del bianco · f2 pedone del nero · d1 alfiere del bianco · f1 cavallo del nero | a8 re del bianco · c8 donna del bianco · d7 cavallo del bianco · h7 alfiere del nero · b6 pedone del nero · c6 pedone del bianco · d6 torre del bianco · e6 pedone del nero · b5 pedone del bianco · e5 pedone del nero · a4 pedone del bianco · c4 re del nero · e4 pedone del nero · g4 pedone del nero · g3 pedone del nero · d2 pedone del nero · e2 cavallo del bianco · f2 pedone del nero · d1 alfiere del bianco · f1 cavallo del nero | a8 re del bianco · c8 donna del bianco · d7 cavallo del bianco · h7 alfiere del nero · b6 pedone del nero · c6 pedone del bianco · d6 torre del bianco · e6 pedone del nero · b5 pedone del bianco · e5 pedone del nero · a4 pedone del bianco · c4 re del nero · e4 pedone del nero · g4 pedone del nero · g3 pedone del nero · d2 pedone del nero · e2 cavallo del bianco · f2 pedone del nero · d1 alfiere del bianco · f1 cavallo del nero | a8 re del bianco · c8 donna del bianco · d7 cavallo del bianco · h7 alfiere del nero · b6 pedone del nero · c6 pedone del bianco · d6 torre del bianco · e6 pedone del nero · b5 pedone del bianco · e5 pedone del nero · a4 pedone del bianco · c4 re del nero · e4 pedone del nero · g4 pedone del nero · g3 pedone del nero · d2 pedone del nero · e2 cavallo del bianco · f2 pedone del nero · d1 alfiere del bianco · f1 cavallo del nero | 7 |
| 6 | a8 re del bianco · c8 donna del bianco · d7 cavallo del bianco · h7 alfiere del nero · b6 pedone del nero · c6 pedone del bianco · d6 torre del bianco · e6 pedone del nero · b5 pedone del bianco · e5 pedone del nero · a4 pedone del bianco · c4 re del nero · e4 pedone del nero · g4 pedone del nero · g3 pedone del nero · d2 pedone del nero · e2 cavallo del bianco · f2 pedone del nero · d1 alfiere del bianco · f1 cavallo del nero | a8 re del bianco · c8 donna del bianco · d7 cavallo del bianco · h7 alfiere del nero · b6 pedone del nero · c6 pedone del bianco · d6 torre del bianco · e6 pedone del nero · b5 pedone del bianco · e5 pedone del nero · a4 pedone del bianco · c4 re del nero · e4 pedone del nero · g4 pedone del nero · g3 pedone del nero · d2 pedone del nero · e2 cavallo del bianco · f2 pedone del nero · d1 alfiere del bianco · f1 cavallo del nero | a8 re del bianco · c8 donna del bianco · d7 cavallo del bianco · h7 alfiere del nero · b6 pedone del nero · c6 pedone del bianco · d6 torre del bianco · e6 pedone del nero · b5 pedone del bianco · e5 pedone del nero · a4 pedone del bianco · c4 re del nero · e4 pedone del nero · g4 pedone del nero · g3 pedone del nero · d2 pedone del nero · e2 cavallo del bianco · f2 pedone del nero · d1 alfiere del bianco · f1 cavallo del nero | a8 re del bianco · c8 donna del bianco · d7 cavallo del bianco · h7 alfiere del nero · b6 pedone del nero · c6 pedone del bianco · d6 torre del bianco · e6 pedone del nero · b5 pedone del bianco · e5 pedone del nero · a4 pedone del bianco · c4 re del nero · e4 pedone del nero · g4 pedone del nero · g3 pedone del nero · d2 pedone del nero · e2 cavallo del bianco · f2 pedone del nero · d1 alfiere del bianco · f1 cavallo del nero | a8 re del bianco · c8 donna del bianco · d7 cavallo del bianco · h7 alfiere del nero · b6 pedone del nero · c6 pedone del bianco · d6 torre del bianco · e6 pedone del nero · b5 pedone del bianco · e5 pedone del nero · a4 pedone del bianco · c4 re del nero · e4 pedone del nero · g4 pedone del nero · g3 pedone del nero · d2 pedone del nero · e2 cavallo del bianco · f2 pedone del nero · d1 alfiere del bianco · f1 cavallo del nero | a8 re del bianco · c8 donna del bianco · d7 cavallo del bianco · h7 alfiere del nero · b6 pedone del nero · c6 pedone del bianco · d6 torre del bianco · e6 pedone del nero · b5 pedone del bianco · e5 pedone del nero · a4 pedone del bianco · c4 re del nero · e4 pedone del nero · g4 pedone del nero · g3 pedone del nero · d2 pedone del nero · e2 cavallo del bianco · f2 pedone del nero · d1 alfiere del bianco · f1 cavallo del nero | a8 re del bianco · c8 donna del bianco · d7 cavallo del bianco · h7 alfiere del nero · b6 pedone del nero · c6 pedone del bianco · d6 torre del bianco · e6 pedone del nero · b5 pedone del bianco · e5 pedone del nero · a4 pedone del bianco · c4 re del nero · e4 pedone del nero · g4 pedone del nero · g3 pedone del nero · d2 pedone del nero · e2 cavallo del bianco · f2 pedone del nero · d1 alfiere del bianco · f1 cavallo del nero | a8 re del bianco · c8 donna del bianco · d7 cavallo del bianco · h7 alfiere del nero · b6 pedone del nero · c6 pedone del bianco · d6 torre del bianco · e6 pedone del nero · b5 pedone del bianco · e5 pedone del nero · a4 pedone del bianco · c4 re del nero · e4 pedone del nero · g4 pedone del nero · g3 pedone del nero · d2 pedone del nero · e2 cavallo del bianco · f2 pedone del nero · d1 alfiere del bianco · f1 cavallo del nero | 6 |
| 5 | a8 re del bianco · c8 donna del bianco · d7 cavallo del bianco · h7 alfiere del nero · b6 pedone del nero · c6 pedone del bianco · d6 torre del bianco · e6 pedone del nero · b5 pedone del bianco · e5 pedone del nero · a4 pedone del bianco · c4 re del nero · e4 pedone del nero · g4 pedone del nero · g3 pedone del nero · d2 pedone del nero · e2 cavallo del bianco · f2 pedone del nero · d1 alfiere del bianco · f1 cavallo del nero | a8 re del bianco · c8 donna del bianco · d7 cavallo del bianco · h7 alfiere del nero · b6 pedone del nero · c6 pedone del bianco · d6 torre del bianco · e6 pedone del nero · b5 pedone del bianco · e5 pedone del nero · a4 pedone del bianco · c4 re del nero · e4 pedone del nero · g4 pedone del nero · g3 pedone del nero · d2 pedone del nero · e2 cavallo del bianco · f2 pedone del nero · d1 alfiere del bianco · f1 cavallo del nero | a8 re del bianco · c8 donna del bianco · d7 cavallo del bianco · h7 alfiere del nero · b6 pedone del nero · c6 pedone del bianco · d6 torre del bianco · e6 pedone del nero · b5 pedone del bianco · e5 pedone del nero · a4 pedone del bianco · c4 re del nero · e4 pedone del nero · g4 pedone del nero · g3 pedone del nero · d2 pedone del nero · e2 cavallo del bianco · f2 pedone del nero · d1 alfiere del bianco · f1 cavallo del nero | a8 re del bianco · c8 donna del bianco · d7 cavallo del bianco · h7 alfiere del nero · b6 pedone del nero · c6 pedone del bianco · d6 torre del bianco · e6 pedone del nero · b5 pedone del bianco · e5 pedone del nero · a4 pedone del bianco · c4 re del nero · e4 pedone del nero · g4 pedone del nero · g3 pedone del nero · d2 pedone del nero · e2 cavallo del bianco · f2 pedone del nero · d1 alfiere del bianco · f1 cavallo del nero | a8 re del bianco · c8 donna del bianco · d7 cavallo del bianco · h7 alfiere del nero · b6 pedone del nero · c6 pedone del bianco · d6 torre del bianco · e6 pedone del nero · b5 pedone del bianco · e5 pedone del nero · a4 pedone del bianco · c4 re del nero · e4 pedone del nero · g4 pedone del nero · g3 pedone del nero · d2 pedone del nero · e2 cavallo del bianco · f2 pedone del nero · d1 alfiere del bianco · f1 cavallo del nero | a8 re del bianco · c8 donna del bianco · d7 cavallo del bianco · h7 alfiere del nero · b6 pedone del nero · c6 pedone del bianco · d6 torre del bianco · e6 pedone del nero · b5 pedone del bianco · e5 pedone del nero · a4 pedone del bianco · c4 re del nero · e4 pedone del nero · g4 pedone del nero · g3 pedone del nero · d2 pedone del nero · e2 cavallo del bianco · f2 pedone del nero · d1 alfiere del bianco · f1 cavallo del nero | a8 re del bianco · c8 donna del bianco · d7 cavallo del bianco · h7 alfiere del nero · b6 pedone del nero · c6 pedone del bianco · d6 torre del bianco · e6 pedone del nero · b5 pedone del bianco · e5 pedone del nero · a4 pedone del bianco · c4 re del nero · e4 pedone del nero · g4 pedone del nero · g3 pedone del nero · d2 pedone del nero · e2 cavallo del bianco · f2 pedone del nero · d1 alfiere del bianco · f1 cavallo del nero | a8 re del bianco · c8 donna del bianco · d7 cavallo del bianco · h7 alfiere del nero · b6 pedone del nero · c6 pedone del bianco · d6 torre del bianco · e6 pedone del nero · b5 pedone del bianco · e5 pedone del nero · a4 pedone del bianco · c4 re del nero · e4 pedone del nero · g4 pedone del nero · g3 pedone del nero · d2 pedone del nero · e2 cavallo del bianco · f2 pedone del nero · d1 alfiere del bianco · f1 cavallo del nero | 5 |
| 4 | a8 re del bianco · c8 donna del bianco · d7 cavallo del bianco · h7 alfiere del nero · b6 pedone del nero · c6 pedone del bianco · d6 torre del bianco · e6 pedone del nero · b5 pedone del bianco · e5 pedone del nero · a4 pedone del bianco · c4 re del nero · e4 pedone del nero · g4 pedone del nero · g3 pedone del nero · d2 pedone del nero · e2 cavallo del bianco · f2 pedone del nero · d1 alfiere del bianco · f1 cavallo del nero | a8 re del bianco · c8 donna del bianco · d7 cavallo del bianco · h7 alfiere del nero · b6 pedone del nero · c6 pedone del bianco · d6 torre del bianco · e6 pedone del nero · b5 pedone del bianco · e5 pedone del nero · a4 pedone del bianco · c4 re del nero · e4 pedone del nero · g4 pedone del nero · g3 pedone del nero · d2 pedone del nero · e2 cavallo del bianco · f2 pedone del nero · d1 alfiere del bianco · f1 cavallo del nero | a8 re del bianco · c8 donna del bianco · d7 cavallo del bianco · h7 alfiere del nero · b6 pedone del nero · c6 pedone del bianco · d6 torre del bianco · e6 pedone del nero · b5 pedone del bianco · e5 pedone del nero · a4 pedone del bianco · c4 re del nero · e4 pedone del nero · g4 pedone del nero · g3 pedone del nero · d2 pedone del nero · e2 cavallo del bianco · f2 pedone del nero · d1 alfiere del bianco · f1 cavallo del nero | a8 re del bianco · c8 donna del bianco · d7 cavallo del bianco · h7 alfiere del nero · b6 pedone del nero · c6 pedone del bianco · d6 torre del bianco · e6 pedone del nero · b5 pedone del bianco · e5 pedone del nero · a4 pedone del bianco · c4 re del nero · e4 pedone del nero · g4 pedone del nero · g3 pedone del nero · d2 pedone del nero · e2 cavallo del bianco · f2 pedone del nero · d1 alfiere del bianco · f1 cavallo del nero | a8 re del bianco · c8 donna del bianco · d7 cavallo del bianco · h7 alfiere del nero · b6 pedone del nero · c6 pedone del bianco · d6 torre del bianco · e6 pedone del nero · b5 pedone del bianco · e5 pedone del nero · a4 pedone del bianco · c4 re del nero · e4 pedone del nero · g4 pedone del nero · g3 pedone del nero · d2 pedone del nero · e2 cavallo del bianco · f2 pedone del nero · d1 alfiere del bianco · f1 cavallo del nero | a8 re del bianco · c8 donna del bianco · d7 cavallo del bianco · h7 alfiere del nero · b6 pedone del nero · c6 pedone del bianco · d6 torre del bianco · e6 pedone del nero · b5 pedone del bianco · e5 pedone del nero · a4 pedone del bianco · c4 re del nero · e4 pedone del nero · g4 pedone del nero · g3 pedone del nero · d2 pedone del nero · e2 cavallo del bianco · f2 pedone del nero · d1 alfiere del bianco · f1 cavallo del nero | a8 re del bianco · c8 donna del bianco · d7 cavallo del bianco · h7 alfiere del nero · b6 pedone del nero · c6 pedone del bianco · d6 torre del bianco · e6 pedone del nero · b5 pedone del bianco · e5 pedone del nero · a4 pedone del bianco · c4 re del nero · e4 pedone del nero · g4 pedone del nero · g3 pedone del nero · d2 pedone del nero · e2 cavallo del bianco · f2 pedone del nero · d1 alfiere del bianco · f1 cavallo del nero | a8 re del bianco · c8 donna del bianco · d7 cavallo del bianco · h7 alfiere del nero · b6 pedone del nero · c6 pedone del bianco · d6 torre del bianco · e6 pedone del nero · b5 pedone del bianco · e5 pedone del nero · a4 pedone del bianco · c4 re del nero · e4 pedone del nero · g4 pedone del nero · g3 pedone del nero · d2 pedone del nero · e2 cavallo del bianco · f2 pedone del nero · d1 alfiere del bianco · f1 cavallo del nero | 4 |
| 3 | a8 re del bianco · c8 donna del bianco · d7 cavallo del bianco · h7 alfiere del nero · b6 pedone del nero · c6 pedone del bianco · d6 torre del bianco · e6 pedone del nero · b5 pedone del bianco · e5 pedone del nero · a4 pedone del bianco · c4 re del nero · e4 pedone del nero · g4 pedone del nero · g3 pedone del nero · d2 pedone del nero · e2 cavallo del bianco · f2 pedone del nero · d1 alfiere del bianco · f1 cavallo del nero | a8 re del bianco · c8 donna del bianco · d7 cavallo del bianco · h7 alfiere del nero · b6 pedone del nero · c6 pedone del bianco · d6 torre del bianco · e6 pedone del nero · b5 pedone del bianco · e5 pedone del nero · a4 pedone del bianco · c4 re del nero · e4 pedone del nero · g4 pedone del nero · g3 pedone del nero · d2 pedone del nero · e2 cavallo del bianco · f2 pedone del nero · d1 alfiere del bianco · f1 cavallo del nero | a8 re del bianco · c8 donna del bianco · d7 cavallo del bianco · h7 alfiere del nero · b6 pedone del nero · c6 pedone del bianco · d6 torre del bianco · e6 pedone del nero · b5 pedone del bianco · e5 pedone del nero · a4 pedone del bianco · c4 re del nero · e4 pedone del nero · g4 pedone del nero · g3 pedone del nero · d2 pedone del nero · e2 cavallo del bianco · f2 pedone del nero · d1 alfiere del bianco · f1 cavallo del nero | a8 re del bianco · c8 donna del bianco · d7 cavallo del bianco · h7 alfiere del nero · b6 pedone del nero · c6 pedone del bianco · d6 torre del bianco · e6 pedone del nero · b5 pedone del bianco · e5 pedone del nero · a4 pedone del bianco · c4 re del nero · e4 pedone del nero · g4 pedone del nero · g3 pedone del nero · d2 pedone del nero · e2 cavallo del bianco · f2 pedone del nero · d1 alfiere del bianco · f1 cavallo del nero | a8 re del bianco · c8 donna del bianco · d7 cavallo del bianco · h7 alfiere del nero · b6 pedone del nero · c6 pedone del bianco · d6 torre del bianco · e6 pedone del nero · b5 pedone del bianco · e5 pedone del nero · a4 pedone del bianco · c4 re del nero · e4 pedone del nero · g4 pedone del nero · g3 pedone del nero · d2 pedone del nero · e2 cavallo del bianco · f2 pedone del nero · d1 alfiere del bianco · f1 cavallo del nero | a8 re del bianco · c8 donna del bianco · d7 cavallo del bianco · h7 alfiere del nero · b6 pedone del nero · c6 pedone del bianco · d6 torre del bianco · e6 pedone del nero · b5 pedone del bianco · e5 pedone del nero · a4 pedone del bianco · c4 re del nero · e4 pedone del nero · g4 pedone del nero · g3 pedone del nero · d2 pedone del nero · e2 cavallo del bianco · f2 pedone del nero · d1 alfiere del bianco · f1 cavallo del nero | a8 re del bianco · c8 donna del bianco · d7 cavallo del bianco · h7 alfiere del nero · b6 pedone del nero · c6 pedone del bianco · d6 torre del bianco · e6 pedone del nero · b5 pedone del bianco · e5 pedone del nero · a4 pedone del bianco · c4 re del nero · e4 pedone del nero · g4 pedone del nero · g3 pedone del nero · d2 pedone del nero · e2 cavallo del bianco · f2 pedone del nero · d1 alfiere del bianco · f1 cavallo del nero | a8 re del bianco · c8 donna del bianco · d7 cavallo del bianco · h7 alfiere del nero · b6 pedone del nero · c6 pedone del bianco · d6 torre del bianco · e6 pedone del nero · b5 pedone del bianco · e5 pedone del nero · a4 pedone del bianco · c4 re del nero · e4 pedone del nero · g4 pedone del nero · g3 pedone del nero · d2 pedone del nero · e2 cavallo del bianco · f2 pedone del nero · d1 alfiere del bianco · f1 cavallo del nero | 3 |
| 2 | a8 re del bianco · c8 donna del bianco · d7 cavallo del bianco · h7 alfiere del nero · b6 pedone del nero · c6 pedone del bianco · d6 torre del bianco · e6 pedone del nero · b5 pedone del bianco · e5 pedone del nero · a4 pedone del bianco · c4 re del nero · e4 pedone del nero · g4 pedone del nero · g3 pedone del nero · d2 pedone del nero · e2 cavallo del bianco · f2 pedone del nero · d1 alfiere del bianco · f1 cavallo del nero | a8 re del bianco · c8 donna del bianco · d7 cavallo del bianco · h7 alfiere del nero · b6 pedone del nero · c6 pedone del bianco · d6 torre del bianco · e6 pedone del nero · b5 pedone del bianco · e5 pedone del nero · a4 pedone del bianco · c4 re del nero · e4 pedone del nero · g4 pedone del nero · g3 pedone del nero · d2 pedone del nero · e2 cavallo del bianco · f2 pedone del nero · d1 alfiere del bianco · f1 cavallo del nero | a8 re del bianco · c8 donna del bianco · d7 cavallo del bianco · h7 alfiere del nero · b6 pedone del nero · c6 pedone del bianco · d6 torre del bianco · e6 pedone del nero · b5 pedone del bianco · e5 pedone del nero · a4 pedone del bianco · c4 re del nero · e4 pedone del nero · g4 pedone del nero · g3 pedone del nero · d2 pedone del nero · e2 cavallo del bianco · f2 pedone del nero · d1 alfiere del bianco · f1 cavallo del nero | a8 re del bianco · c8 donna del bianco · d7 cavallo del bianco · h7 alfiere del nero · b6 pedone del nero · c6 pedone del bianco · d6 torre del bianco · e6 pedone del nero · b5 pedone del bianco · e5 pedone del nero · a4 pedone del bianco · c4 re del nero · e4 pedone del nero · g4 pedone del nero · g3 pedone del nero · d2 pedone del nero · e2 cavallo del bianco · f2 pedone del nero · d1 alfiere del bianco · f1 cavallo del nero | a8 re del bianco · c8 donna del bianco · d7 cavallo del bianco · h7 alfiere del nero · b6 pedone del nero · c6 pedone del bianco · d6 torre del bianco · e6 pedone del nero · b5 pedone del bianco · e5 pedone del nero · a4 pedone del bianco · c4 re del nero · e4 pedone del nero · g4 pedone del nero · g3 pedone del nero · d2 pedone del nero · e2 cavallo del bianco · f2 pedone del nero · d1 alfiere del bianco · f1 cavallo del nero | a8 re del bianco · c8 donna del bianco · d7 cavallo del bianco · h7 alfiere del nero · b6 pedone del nero · c6 pedone del bianco · d6 torre del bianco · e6 pedone del nero · b5 pedone del bianco · e5 pedone del nero · a4 pedone del bianco · c4 re del nero · e4 pedone del nero · g4 pedone del nero · g3 pedone del nero · d2 pedone del nero · e2 cavallo del bianco · f2 pedone del nero · d1 alfiere del bianco · f1 cavallo del nero | a8 re del bianco · c8 donna del bianco · d7 cavallo del bianco · h7 alfiere del nero · b6 pedone del nero · c6 pedone del bianco · d6 torre del bianco · e6 pedone del nero · b5 pedone del bianco · e5 pedone del nero · a4 pedone del bianco · c4 re del nero · e4 pedone del nero · g4 pedone del nero · g3 pedone del nero · d2 pedone del nero · e2 cavallo del bianco · f2 pedone del nero · d1 alfiere del bianco · f1 cavallo del nero | a8 re del bianco · c8 donna del bianco · d7 cavallo del bianco · h7 alfiere del nero · b6 pedone del nero · c6 pedone del bianco · d6 torre del bianco · e6 pedone del nero · b5 pedone del bianco · e5 pedone del nero · a4 pedone del bianco · c4 re del nero · e4 pedone del nero · g4 pedone del nero · g3 pedone del nero · d2 pedone del nero · e2 cavallo del bianco · f2 pedone del nero · d1 alfiere del bianco · f1 cavallo del nero | 2 |
| 1 | a8 re del bianco · c8 donna del bianco · d7 cavallo del bianco · h7 alfiere del nero · b6 pedone del nero · c6 pedone del bianco · d6 torre del bianco · e6 pedone del nero · b5 pedone del bianco · e5 pedone del nero · a4 pedone del bianco · c4 re del nero · e4 pedone del nero · g4 pedone del nero · g3 pedone del nero · d2 pedone del nero · e2 cavallo del bianco · f2 pedone del nero · d1 alfiere del bianco · f1 cavallo del nero | a8 re del bianco · c8 donna del bianco · d7 cavallo del bianco · h7 alfiere del nero · b6 pedone del nero · c6 pedone del bianco · d6 torre del bianco · e6 pedone del nero · b5 pedone del bianco · e5 pedone del nero · a4 pedone del bianco · c4 re del nero · e4 pedone del nero · g4 pedone del nero · g3 pedone del nero · d2 pedone del nero · e2 cavallo del bianco · f2 pedone del nero · d1 alfiere del bianco · f1 cavallo del nero | a8 re del bianco · c8 donna del bianco · d7 cavallo del bianco · h7 alfiere del nero · b6 pedone del nero · c6 pedone del bianco · d6 torre del bianco · e6 pedone del nero · b5 pedone del bianco · e5 pedone del nero · a4 pedone del bianco · c4 re del nero · e4 pedone del nero · g4 pedone del nero · g3 pedone del nero · d2 pedone del nero · e2 cavallo del bianco · f2 pedone del nero · d1 alfiere del bianco · f1 cavallo del nero | a8 re del bianco · c8 donna del bianco · d7 cavallo del bianco · h7 alfiere del nero · b6 pedone del nero · c6 pedone del bianco · d6 torre del bianco · e6 pedone del nero · b5 pedone del bianco · e5 pedone del nero · a4 pedone del bianco · c4 re del nero · e4 pedone del nero · g4 pedone del nero · g3 pedone del nero · d2 pedone del nero · e2 cavallo del bianco · f2 pedone del nero · d1 alfiere del bianco · f1 cavallo del nero | a8 re del bianco · c8 donna del bianco · d7 cavallo del bianco · h7 alfiere del nero · b6 pedone del nero · c6 pedone del bianco · d6 torre del bianco · e6 pedone del nero · b5 pedone del bianco · e5 pedone del nero · a4 pedone del bianco · c4 re del nero · e4 pedone del nero · g4 pedone del nero · g3 pedone del nero · d2 pedone del nero · e2 cavallo del bianco · f2 pedone del nero · d1 alfiere del bianco · f1 cavallo del nero | a8 re del bianco · c8 donna del bianco · d7 cavallo del bianco · h7 alfiere del nero · b6 pedone del nero · c6 pedone del bianco · d6 torre del bianco · e6 pedone del nero · b5 pedone del bianco · e5 pedone del nero · a4 pedone del bianco · c4 re del nero · e4 pedone del nero · g4 pedone del nero · g3 pedone del nero · d2 pedone del nero · e2 cavallo del bianco · f2 pedone del nero · d1 alfiere del bianco · f1 cavallo del nero | a8 re del bianco · c8 donna del bianco · d7 cavallo del bianco · h7 alfiere del nero · b6 pedone del nero · c6 pedone del bianco · d6 torre del bianco · e6 pedone del nero · b5 pedone del bianco · e5 pedone del nero · a4 pedone del bianco · c4 re del nero · e4 pedone del nero · g4 pedone del nero · g3 pedone del nero · d2 pedone del nero · e2 cavallo del bianco · f2 pedone del nero · d1 alfiere del bianco · f1 cavallo del nero | a8 re del bianco · c8 donna del bianco · d7 cavallo del bianco · h7 alfiere del nero · b6 pedone del nero · c6 pedone del bianco · d6 torre del bianco · e6 pedone del nero · b5 pedone del bianco · e5 pedone del nero · a4 pedone del bianco · c4 re del nero · e4 pedone del nero · g4 pedone del nero · g3 pedone del nero · d2 pedone del nero · e2 cavallo del bianco · f2 pedone del nero · d1 alfiere del bianco · f1 cavallo del nero | 1 |
|   | a | b | c | d | e | f | g | h |   |

Soluzione:
1. Df8!  (min. 2. Td5 e 3. Cxb6#)
1... Ce3 2. Td3 ~ 3. Cxe5#

 (2... exd3 3. Cxb6#)

1... e3 2. Df4+ exf4 3. Td4#